# Jerry Barber
Carl Jerome "Jerry" Barber, född 25 april 1916 i Woodson i Illinois, död 23 september 1994 i Glendale i Kalifornien, var en amerikansk professionell golfspelare.
Barber vann 45 år gammal PGA Championship 1961 på Olympia Fields Country Club i Illinois. Han gick de 72 hålen på 277 slag och vann efter särspel mot Don January. Samma år var han kapten för det segrande amerikanska Ryder Cup-laget och utsågs till årets puttare på PGA-touren.
Han var Head Professional på Wilshire Country Club i Los Angeles och från 1965 på Griffith Park i Los Angeles fram till sin död. Tillsammans med Doug Ford grundade han Senior Tour (numera Champions Tour).
Under förberedelserna för en hjärtoperation fick han den 19 september 1994 en allvarlig stroke och han avled några dagar senare.